# Leptofreya ambigua
Espèce
Synonymes
- Euophrys ambigua C. L. Koch, 1846
- Menemerus fannae Peckham & Peckham, 1896
- Freya perelegans Simon, 1902
- Phiale albovittata Schenkel, 1953

Leptofreya ambigua est une espèce d'araignées aranéomorphes de la famille des Salticidae.

## Distribution
Cette espèce se rencontre en Colombie, au Venezuela, à la Trinité, au Suriname, en Guyane et au Brésil au Roraima, en Amazonas, au Pará, en Amapá et au Ceará,. Elle a été introduite aux États-Unis en Floride et au Texas.

## Description
Les mâles mesurent de 5,05 à 8,10 mm et les femelles de 6,0 à 8,10 mm.

## Publication originale
- C. L. Koch, 1846 : Die Arachniden. Nürnberg, vol. 13, p. 1-234 (texte intégral).